# Branimir Budetić
Branimir Budetić (20 de abril de 1990) es un deportista croata que compitió en atletismo adaptado. Ganó dos medallas en los Juegos Paralímpicos de Verano, plata en Pekín 2008 y bronce en Londres 2012.

## Palmarés internacional
| Juegos Paralímpicos | Juegos Paralímpicos   | Juegos Paralímpicos | Juegos Paralímpicos |
| Año                 | Lugar                 | Medalla             | Prueba              |
| ------------------- | --------------------- | ------------------- | ------------------- |
| 2008                | Pekín (China)         | Medalla de plata    | Jabalina F11/12     |
| 2012                | Londres (Reino Unido) | Medalla de bronce   | Jabalina F12/13     |